# Lendvaszentjózsef
Lendvaszentjózsef (korábban Gumilháza, szlovénül: Gomilica, vendül Gomolice) falu Szlovéniában a Muravidéken. Közigazgatásilag Bántornyához tartozik.

## Fekvése
Muraszombattól 18 km-re délkeletre, központjától Bántornyától 3 km-re délre fekszik.

## Története
Területén már az újkőkorszakban is éltek emberek, ezt bizonyítják a határában 1981-ben talált korabeli leletek. Területén római kori halomsírok és út maradványai is találhatók.
Első írásos említése 1381-ből származik "Gwmulicha" néven. 1411-ben "Gomolicha", 1428-ban "Gomolycha", 1524-ben "Gomylycza" alakban szerepel a korabeli forrásokban. Nemti (Lenti) várának uradalmához tartozott.
Először az alsólendvai Bánffy család alsólindvai (Lendva) ága birtokolta, aztán a Csáky család birtokába jutott.
Vályi András szerint "GUMILITZA. vagy Gumiháza, Guralitza. Elegyes tót falu Szala Vármegyében, földes Ura G. Csáky Uraság, lakosai katolikusok, fekszik Turnitsához nem meszsze, ’s ennek filiája, határbéli főldgyei bőv termékenységűek, más javai is vannak, első Osztálybéli."
Fényes Elek szerint "Gumilicza, vindus-tót falu, Zala vmegyében: 503 kath. lak. F. u. Gyika. Ut. p. A. Lendva."
1910-ben 784, túlnyomórészt szlovén lakosa volt.
Közigazgatásilag Zala vármegye Alsólendvai járásának része volt. 1919-ben a Szerb–Horvát–Szlovén Királysághoz csatolták, ami tíz évvel később vette fel a Jugoszlávia nevet. 1941-ben a Muramentét a magyar hadsereg visszafoglalta és 1945-ig ismét Magyarország része volt, majd a második világháború befejezése után végleg jugoszláv kézbe került. 1991 óta a független Szlovén Köztársaság része. 2002-ben 662 lakosa volt.

## Nevezetességei
- Újkőkori település leletei.
- Római kori halomsírok.
- Római út maradványai.